# O'Keefe Hill
O'Keefe Hill är en kulle i Antarktis. Den ligger i Östantarktis. Australien gör anspråk på området. Toppen på O'Keefe Hill är 1 871 meter över havet.
Terrängen runt O'Keefe Hill är huvudsakligen lite kuperad. Trakten är obefolkad. Det finns inga samhällen i närheten. 